# جورجا (استیو)
جورجا (به ایتالیایی: Gorga Cilento) یک منطقهٔ مسکونی در ایتالیا است که در استیو واقع شده‌است. جورجا ۱۶۰ نفر جمعیت دارد و ۵۶۸ متر بالاتر از سطح دریا واقع شده‌است.